# Ted Berrigan
Ted Berrigan, né le 15 novembre 1934 à Providence et mort le 4 juillet 1983, est un poète américain de la deuxième génération de l’école de New York.

## Œuvres
- The Sonnets (1964, 1967, 1982, 2000)
- Seventeen Plays, avec Ron Padgett (1964)
- Living With Chris (1965)
- Some Things (1966)
- Bean Spasms, avec Ron Padgett et Joe Brainard (1967)
- Many Happy Returns (1969)
- Peace: Broadside (1969)
- In the Early Morning Rain (1971)
- Memorial Day, with Anne Waldman (1971)
- Back in Boston Again, avec Ron Padgett et Tom Clark (1972)
- The Drunken Boat (1974)
- A Feeling For Leaving (1975)
- Red Wagon (1976)
- Clear The Range (1977)
- Nothing For You (1977)
- Train Ride (1978)
- Yo-Yo's With Money, avec Harris Schiff (1979)
- Carrying a Torch (1980)
- So Going Around Cities: New & Selected Poems 1958–1979 (1980)  (ISBN 0-912652-61-6)
- In a Blue River (1981)
- A Certain Slant of Sunlight (1988)
- Selected Poems (1994)
- Great Stories of the Chair (1998)
- The Collected Poems of Ted Berrigan (University of California Press, 2005) NOH (1969)